# 军队和武警部队全面停止有偿服务工作领导小组
军队和武警部队全面停止有偿服务工作领导小组，是中央军委议事协调机构，负责领导军队和武警部队全面停止有偿服务工作。

## 沿革
2009年11月，经中央军委批准，四总部研究制定的《关于加强军队单位对外有偿服务管理若干问题的意见》下发全军和武警部队贯彻执行。《通知》中规定，严格落实管理责任，成立全军对外有偿服务管理工作领导小组，协调建立军地共管工作机制。
2010年7月21日，全军对外有偿服务管理工作领导小组第一次会议在北京召开，中央军委委员、中国人民解放军总后勤部部长廖锡龙在会上讲话。
2016年3月，中央军委印发《关于军队和武警部队全面停止有偿服务活动的通知》，通知提出，中央军委计划用3年左右时间，分步骤停止军队和武警部队一切有偿服务活动。
2016年5月7日，军队和武警部队全面停止有偿服务试点任务部署会议召开，军队和武警部队全面停止有偿服务工作领导小组成员出席了此次部署会议。这是首次公开报道该领导小组的活动。

## 办事机构
军队和武警部队全面停止有偿服务工作领导小组的办事机构是军队和武警部队全面停止有偿服务工作领导小组办公室。